# Pallavolo ai XIII Giochi asiatici - Torneo femminile
Il X campionato di pallavolo femminile ai Giochi asiatici si è svolto dal 7 al 15 dicembre 1998 a Bangkok, in Thailandia, durante i XIII Giochi asiatici. Al torneo hanno partecipato 6 squadre nazionali asiatiche e la vittoria finale è andata par la quarta volta alla Cina.

## Squadre partecipanti
| - Cina - Corea del Sud - Giappone - Kazakistan - Taipei cinese - Thailandia |

* Corea del Nord e Mongolia, nonostante qualificate, non hanno partecipato.

## Gironi
| Girone A                       | Girone B                         |
| ------------------------------ | -------------------------------- |
| Giappone Kazakistan Thailandia | Cina Corea del Sud Taipei cinese |

## Fase finale

### Finali 1º e 3º posto
|  | Semifinali    | Semifinali    | Semifinali    |               |      | Finale 1º/2º posto | Finale 1º/2º posto | Finale 1º/2º posto |  |
|  |               |               |               |               |      |                    |                    |                    |  |
|  | Corea del Sud | Corea del Sud | 3             |               |      |                    |                    |                    |  |
|  | Corea del Sud | Corea del Sud | 3             |               |      |                    |                    |                    |  |
|  | Giappone      | Giappone      | 0             |               |      |                    |                    |                    |  |
|  | Giappone      | Giappone      | 0             |               | Cina | Cina               | 3                  |                    |  |
|  |               |               |               |               | Cina | Cina               | 3                  |                    |  |
|  |               |               | Corea del Sud | Corea del Sud | 1    |                    |                    |                    |  |
|  | Cina          | Cina          | Corea del Sud | Corea del Sud | 1    | 3                  |                    |                    |  |
|  | Cina          | Cina          |               |               |      | 3                  |                    |                    |  |
|  | Thailandia    | Thailandia    | 0             |               |      | Finale 3º/4º posto | Finale 3º/4º posto | Finale 3º/4º posto |  |
|  | Thailandia    | Thailandia    | 0             |               |      |                    |                    |                    |  |
|  |               |               |               |               |      |                    |                    |                    |  |
|  |               |               |               |               |      | Giappone           | Giappone           | 3                  |  |
|  |               |               |               |               |      | Giappone           | Giappone           | 3                  |  |
|  |               |               |               |               |      | Thailandia         | Thailandia         | 0                  |  |

## Classifica finale
| Classifica | Squadre       |
| ---------- | ------------- |
|            | Cina          |
|            | Corea del Sud |
|            | Giappone      |
| 4          | Thailandia    |
| 5          | Taipei cinese |
| 6          | Kazakistan    |